# Libertad armando al patriota
Libertad armando al patriota (en inglés, Liberty Arming the Patriot, a veces llamada Freedom Arming the Patriot) es una escultura de bronce en Park Place en Pawtucket (Estados Unidos). Conmemora la participación de los ciudadanos de la ciudad en la Guerra de Secesión. Fue diseñado por William Granville Hastings y fundido por Gorham Manufacturing Company en 1897. A diferencia de muchos monumentos conmemorativos de la Guerra de Secesión, Libertad armando al patriota es una composición dinámica que representa a un joven granjero que deja su arado a un lado y se acerca para tomar una espada de una figura femenina clásica vestida con una coraza y empuñando una pica. La estatua mide 3,4 m de altura, y está montado sobre una base de granito de 3 m de altura y 6,7 m ancho. La escultura fue incluida en el Registro Nacional de Lugares Históricos en 2001.

## Historia y diseño

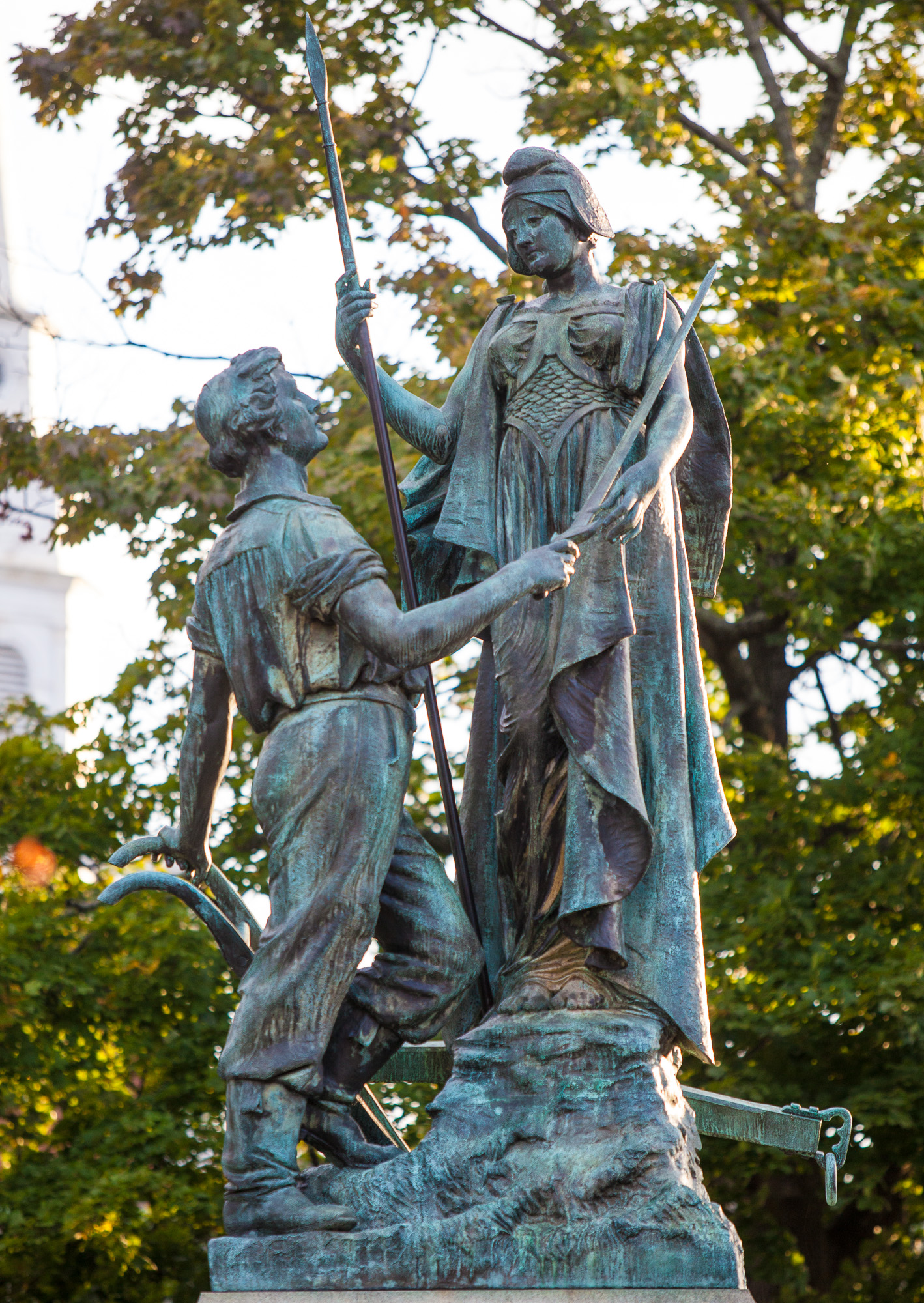
Primer plano de la estatua

La escultura fue encargada por la Asociación Conmemorativa de las Damas Soldados de Pawtucket para honrar a quienes sirvieron en la Guerra de Secesión . La financiación de la escultura fue el resultado de una campaña de recaudación de fondos de 11 años que fue proporcionada por donaciones y eventos de entretenimiento. The New York Times declaró que el costo del monumento era de $ 13,000, pero el informe indicó que era de $ 12,000. William Granville Hastings fue elegido escultor para ejecutar la construcción del monumento después de ganar un concurso. La escultura fue fundida por Gorham Manufacturing Company .
La característica central del monumento representa el tema de un joven llamado de la vida civil para servir a su nación en un momento de necesidad y transforma el tema en una alegoría contemporánea. Captura el momento decisivo cuando atrapan al granjero en medio de la transición, con su mano izquierda todavía en el mango del arado, y tomando la espada con la mano derecha de Liberty . Los detalles del granjero incluyen ropa de trabajo realista, una camisa con canesú y mangas enrolladas y pantalones de trabajo metidos en las botas. Liberty, identificada por su gorro frigio, se encuentra justo encima del granjero con túnicas clásicas con coraza, sandalias y capa. Su rostro es impasible mientras otorga la espada al granjero con su mano izquierda mientras su mano derecha sostiene su pica .
Debajo del granjero y Liberty hay una placa de bronce que representa una batería de artillería de la Unión bajo el mando del general Ambrose Burnside capturando un puente en la Batalla de Antietam . Flanqueadas a los lados hay dos placas triangulares más pequeñas que representan las figuras femeninas de la Historia y la Eternidad. El Escriba de la Historia, también conocido como Poesía épica, está escribiendo en una tablilla y la Eternidad contempla y se identifica con un helecho . El monumento fue dedicado el 31 de mayo de 1897, en una ceremonia realizada por el Gran Ejército de la República y una oración pronunciada por el Gobernador de Rhode Island, Elisha Dyer, Jr. La estatua mide 3,4 m de altura, y está montado sobre una base de granito de 3 m de altura y 6,7 m ancho.
Según el Registro Nacional de Lugares Históricos, Libertad armando al patriota es históricamente significativo como un "buen representante del carácter de la escultura figurativa de principios del siglo XX" y la calidad de su diseño. También es históricamente importante por su asociación con Gorham Manufacturing Company, un destacado productor de Rhode Island de artículos de plata y estatuas de bronce de alta calidad. Aunque tiene una intención conmemorativa, la estatua es importante "porque documenta el principal esfuerzo de Pawtucket para honrar a quienes sirvieron en la Guerra Civil". La escultura se agregó al Registro Nacional de Lugares Históricos en 2001. 

## Inscripción
In Grateful Recognition Of The Valiant And Self-Sacrificing Service To Their Country Of All Persons Who Went From Pawtucket And Its Vicinity To Join The Forces Of The United States During The Civil War. And Especially To The Memory Of Those Who Suffered And Died In That Service. This Monument Is Erected By The Ladies Soldiers Memorial Association Of Pawtucket, Rhode Island And By Them Is Consecrated As An Everlasting Memorial. Anno Domini 1897